# Bo Högberg
Bo Reine "Bosse" Högberg (født 18. december 1938 i Mollösund, Bohuslän, død 8. november 2005 i Mölndal) var en svensk bokser. Högberg var en succesfuld amatør og boksede fra 1962-73 43 professionelle kampe. Han var kortvarigt europamester i letmellemvægt i 1966. Han regnes for en af de mest hårdføre svenske boksere gennem tiderne.

## Amatørkarriere
Bo Högberg voksede op i bydelen Majorna i Göteborg. Han begyndte af bokse i bokseklubben Hisingens BK og fik sin første kamp i januar 1955, da han var lige var fyldt 16 år. Allerede i sin fjerde amatørkamp i marts 1955 vandt han det svenske mesterskab for juniorer og senere i 1955 nåede han finalen ved de svenske mesterskaber for nybegyndere. Efter 16 amatørkampe med kun tre nederlag vandt han i februar 1956 som 17-årig det sveske seniormesterskab i letvægt.. Han boksede herefter tre internationale kampe (bl.a. mod Tage Krogh i en bokselandskamp) i marts og april 1956, men tabte alle tre. Högberg holdt herefter en kort pause fra ringen, hvor han blaffede rundt i USA, før han vendte tilbage til ringen i 1958. 
Högberg nåede SM-finalen i 1959, men tabte til Stig Waltersson, der også havde stået i vejen for Högberg ved SM i 1958. I 1960 blev han i København stoppet i første omgang af den fem-dobbelte danske mester Benny Nielsen, men vandt ellers en række kampe. I 1961 vandt han det svenske mesterskab i letmellemvægt og nåede kort efter finalen ved de nordiske mesterskaber, hvor han dog ikke kunne stille op på grund af en skade. det nordiske mesterskab i klassen. Efter skuffelsen ved NM boksede Högberg en række kampe i 1961 og 62, der alle blev vundet, bl.a. to sejre over danske Leif Schmücker.
Efter 56 amatørkampe med 19 nederlag blev Höberg professionel i 1962. 

## Professionel karriere
Högberg debuterede som professionel den 15. april 1962 i Stockholm, hvor han besejrede hollænderen Christian Kok. Efter seks sejre i de første seks kampe fik det københavnske boksepublikum muligheden for at se Högberg, da Mogens Palle satte ham på programmet til det store stævne i Forum, hvor "Gentleman Chris" Christensen mødte amerikaneren Emile Griffith. Högberg mødte den ubesejrede tysker Jupp Elze. Högberg vandt sin femte knockout-sejr, da han slog tyskeren ud i 2. omgang. 
Efter 12 sejre i lige så mange kampe blev sejrsstimen brudt, da Högberg blev stoppet i første omgang af englænderen Harry Scott i august 1963. Han fik dog hurtigt karrieren på ret køl igen med sejre over bl.a. danske Erik Jørgensen og en række af Europas bedste mellemvægtere. Högberg var ofte i København, hvor han bl.a. sparrede med Tom Bogs og øvrige danske boksere, og han boksede et par kampe ved Palles stævner. Tom Bogs beskrev i sin selvbiografi Med lykken som sekundant, hvordan Högbergs sejrsvilje og hårdførhed udgjorde en stor inspiration for Bogs. 
Det lykkedes Mogens Palle at arrangere en kamp om EM-titlen i letmellemvægt med Högberg som udfordrer til mesteren Bruno Visintin, der i 1965 havde besejret "Gentleman Chris" i en titelkamp. Kampen blev bokset nytårsdag 1966 i KB Hallen i København. Visintin var særdeles rutineret med knap 100 kampe bag sig, og var aldrig tidligere blevet stoppet. Han kunne dog ikke stille noget op mod Högberg, det slog italieneren ud i 7. omgang. 
Högberg satte hurtigt titlen på spil i en titelkamp, der blev bokset den 11. februar 1966 i Stockholm. Modstanderen var franskmanden Yoland Leveque, der havde besejret Egon Thomsen ved stævnet nytårsdag i København, hvor Högberg havde vundet EM-titlen. Högberg var blevet et stort navn i Sverige og kampen trak mange tilskuere i Kungliga Tennishallen. Kampen begyndte godt for Högberg, der sendte Leveque til tælling i første omgang. Det lykkedes imidlertid Leveque at få en hård højre ind i omgangen, der brækkede Högbergs kæbe to steder. På trods af den brækkede kæbe fortsatte Högberg imidlertid kampen, men måtte tage tælling i 3. 8. og 12. omgang og tog imod en lang række stød. Högberg tabte kampen og sit europamesterskab på point, men beviste, at han var en særdeles viljestærk og kompromisløs bokser. Da han efter kampen på svensk tv blev spurgt, hvorfor han ikke bare havde givet op, svarede han "Man kan jo ikke bare snakke. Man må jo også vise noget."
Högberg kom hurtigt tilbage i ringen med sejre over bl.a. den ubesejrede tyske mester Werner Mundt og Pierre Menier, der kort forinden havde besejret Yoland Levenque. Ni måneder efter tabet af EM-titlen var Högberg igen klar til en EM-kamp, denne gang mod italieneren Sandro Mazzinghi, der forinden havde taget titlen fra Levenque. Mazzinghi var tidligere verdensmester i klassen og var nr. to på verdensranglisten. Bortset fra to nederlag til Nino Benvenuti om VM-titlen og et nederlag tidligt i karrieren havde Mazzinghi lutter sejre på rekordlisten, og var ligesom Högberg anset for en "hård hund". Kampen blev afviklet på Johanneshov Isstadion i Stockholm den 11. november 1966 foran 13.233 tilskuere - fortsat rekord for en indendørs boksekamp i Sverige. Högberg leverede en stor kamp, men blev stoppet i 14. omgang i en kamp, der stadig anses som en af de mest brutale i svensk boksehistorie.
Efter nederlaget i EM-kampen boksede Högberg en række kampe mod forholdsvis stærke modstandere, indtil han den 5. april 1968 tabte til englænderen Harold Richardson, hvorefter han besluttede at opgive karrieren. Högberg blev kort efter idømt otte måneders fængsel for medvirken i en lyssky diamanthandel. Efter udstået straf gjorde han i 1973 comeback i en kamp på Mallorca mod den kommende verdensmester José Duran, men tabte på point. En yderligere kamp på Mallorca en måned senere blev også tabt, og Högberg indstillede herefter karrieren definitivt.

## Privatliv
Bo Högberg havde i 1960'erne en høj profil i svenske medier med mange kvinder og hurtige biler. 
Han var oprindeligt gift med Birgit Johnsson i 1950'erne. Parret fik en søn, Freddie, som blev dræbt i en bilulykke som 28-årig. Han var i 1966–1970 gift med den kendte sangerinde Anita Lindblom, hvilket skabte stor mediebevågenhed og løbende interesse i den kulørte presse.
Efter skilsmissen i 1970 blev han gift med barndomskæresten Liz Högberg i 1976. Parret blev skilt i 1984, men blev atter gift i 1989.
Bosse Högberg blev i 1998 ramt af en hjerneblødning, der efterlod ham med afasi. Han fik senere konstateret cancer i halsen og døde i 2005.

## I populærkulturen
Bosse Högberg medvirkede i filmen The Indelicate Balance fra 1969, en svensk softcore-film i sexploitationgenren instrueret af Joseph W. Sarno. I 1978 medvirkede han i den svenske film Fidusen, hvor han spiller en skummel bilhandler.
I 2000 blev af Tom Alandh produceret en dokumentarfilm om Högbergs liv: Bosse Högberg – en film om kärlek, sjukdom och feta smällar, der blev sendt på SVT i november 2005 efter Högbergs død.
Bosse Högberg og Anita Lindblom er omdrejningspunktet i Joakim Thåströms sang "Ungefär så här" fra albummet Mannen som blev en gris.

## Eksterne links
- Bo Högbergs profesionelle rekordliste hos BoxRec (engelsk)
- Högbergs rekordliste som amatør Arkiveret 25. maj 2015 hos  Wayback Machine
- Uddrag af Högbergs EM-kamp mod Sandro Mazzinghi i 1966